# Santo Stefano in Aspromonte
Santo Stefano in Aspromonte è un comune italiano di 1 011 abitanti della città metropolitana di Reggio Calabria in Calabria.

## Geografia fisica

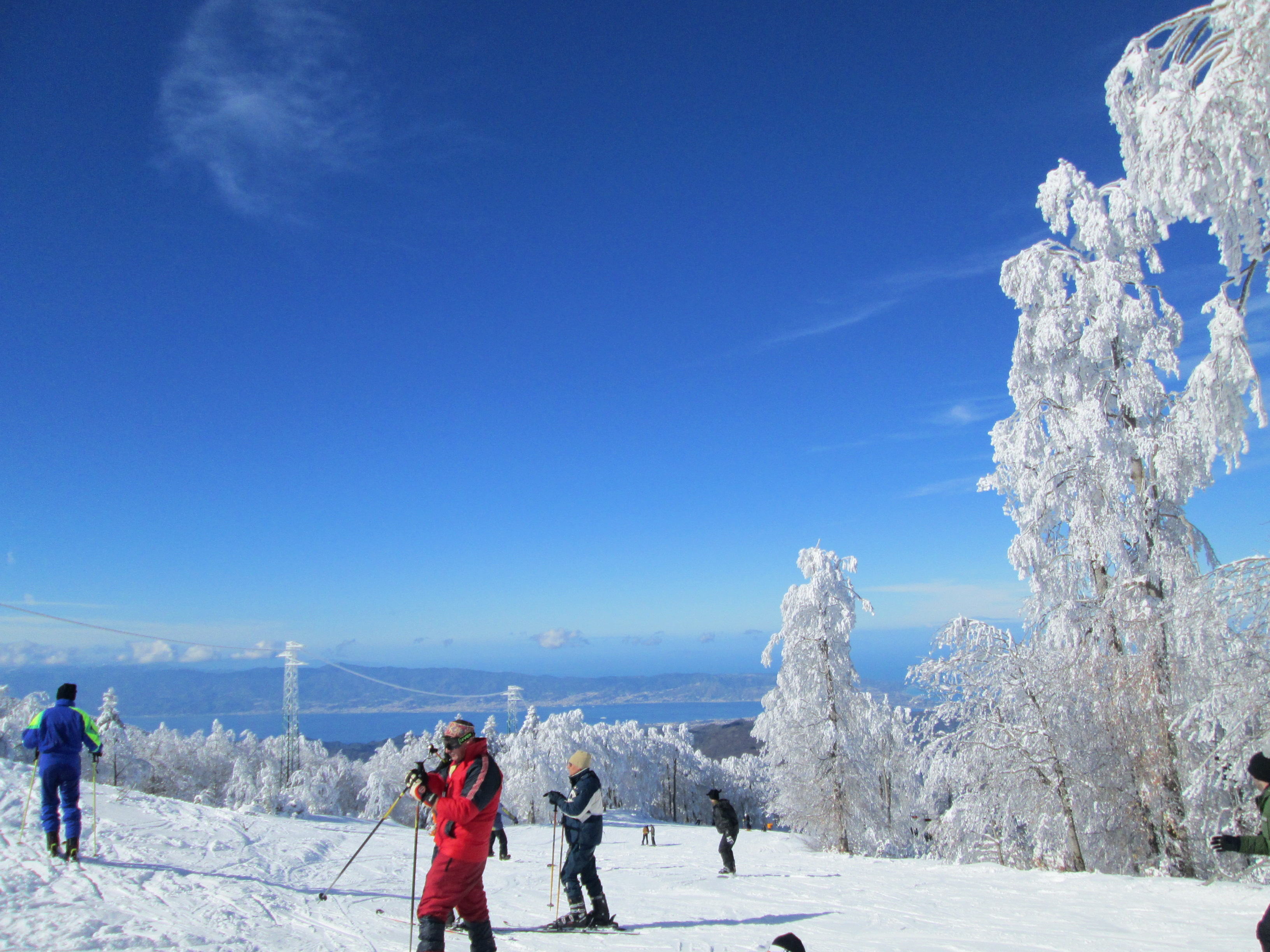
Nella stazione sciistica di Gambarie si scia di fronte all'inconsueto panorama dello Stretto di Messina

Santo Stefano in Aspromonte sorge sul versante tirrenico aspromontano della provincia di Reggio Calabria.
Il territorio comunale, a vocazione spiccatamente turistica, si presenta particolarmente interessante dal punto di vista paesaggistico ed ambientale, sia alle quote più basse, prevalentemente rurali, sia a quella più alte, maggiormente antropizzate e particolarmente indicate al soggiorno estivo e invernale.
La vegetazione, fino ai mille metri di quota, è costituita prevalentemente da ulivo e castagno; dopo i mille metri prevalgono faggio, pino e abete.
A quota 1310 metri vi è la stazione turistica invernale ed estiva di Gambarie, frazione del Comune di Santo Stefano.
Da Monte Scirocco, è possibile godere di panorami unici, con vista su Stretto di Messina, Isole Eolie ed Etna, mentre numerosi sono i pittoreschi ruscelli che rendono fertile il territorio. Il territorio comunale si dispone su un profilo altimetrico compreso tra 498 e 1795  metri sul livello del mare.

## Storia
L'origine del paese risale al primo medioevo. Fondato dai Bizantini nel VII secolo, pare tuttavia avere origini ancor più antiche. Il termine greco stephanos, infatti, equivale al latino corona. Secondo lo storico rev. G. Pensabene, Santo Stefano, in posizione militarmente strategica, sarebbe stato la "corona", cioè "la cintura di difesa delle forze romane a monte", quindi attribuisce al centro una funzione militare già in epoca romana. In seguito, arrivati i Greci Bizantini, il lessico latino cominciò ad essere tradotto alla greca, stephanos, appunto.
Tuttavia, l'origine del paese sembra potersi fare risalire, senza forzature, al periodo bizantino, a seguito dell'esodo dei profughi che, dalle coste della Calabria e della Sicilia, si rifugiavano sui monti dell'Aspromonte, per sottrarsi alle persecuzioni dei pirati.
Di sicuro impulso per lo sviluppo del paese, fu la costruzione del monastero basiliano di San Giovanni in Castaneto, che fu centro di irradiazione della spiritualità italogreca per tutto l'Aspromonte occidentale, dal 1100 in avanti.
- Al 1310 risale la fondazione della parrocchia, una delle più antiche della diocesi di Reggio Calabria.
- Nel 1543 subisce l'incursione dell'ammiraglio ottomano Khayr al-Din detto "Barbarossa".
- Nel 1552 e nel 1561 un altro corsaro turco, Dragut, si spinge fino al casale.
- Nel 1648, gli stefaniti partecipano attivamente alla violenta ribellione antispagnola, scoppiata a Reggio Calabria sull'onda di quella di Masaniello a Napoli.
- Nel 1777 viene completata la nuova chiesa di Santo Stefano Protomartire, fatta costruire dal principe Vincenzo Ruffo. Distrutta dal terremoto del 1783, viene fatta ricostruire nel 1796, con pianta a croce greca.
- Nel 1811 Santo Stefano, fino al 1806 feudo dei Ruffo, diviene comune autonomo.
- Nel 1876 nasce Giuseppe Musolino, il famoso e romantico "ultimo brigante", la cui vicenda fece scalpore e risuonò per tutto il territorio nazionale e non solo, catturando, in tutta la sua evoluzione, l'attenzione dei media dell'epoca.

### Santo Stefano e il Risorgimento
Santo Stefano in Aspromonte ha dato i natali a personaggi che, lavorando di concerto con gli esponenti più illustri dell'età risorgimentale, ebbero a svolgere un ruolo di primo piano nei fatti che portarono all'unità d'Italia.
Vi nacquero, infatti, il patriota Domenico Romeo (1796-1847) e il fratello Giannandrea Romeo (1786-1862), Pietro Aristeo Romeo (1817-1886) figlio di Giannandrea, patriota e in seguito deputato; Stefano Romeo (1819-1869), anch'egli patriota e deputato.

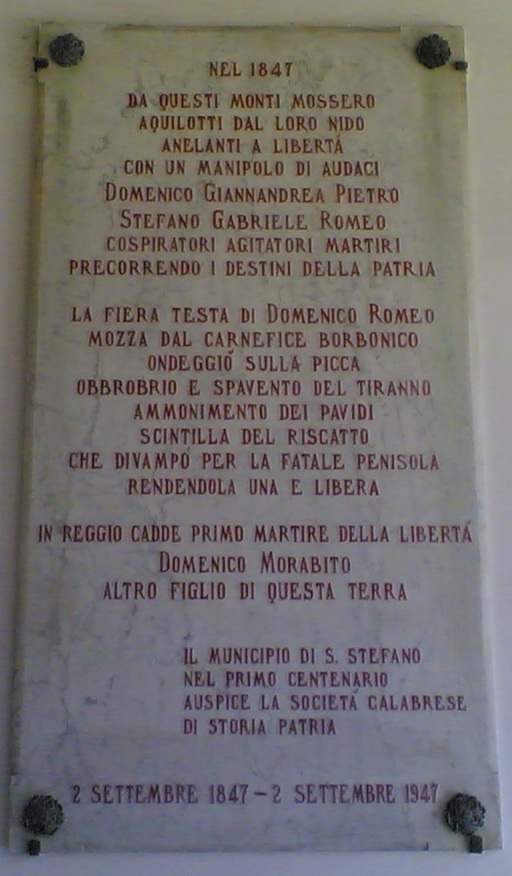
Epigrafe commemorativa il centenario dei moti del 1847

Nell'estate del 1847 i Romeo ordirono una congiura in Basilicata, Calabria e Sicilia, a danno dei Borbone. Sulla piazza del paese, il 29 agosto 1847, sventolò il tricolore italiano, e il 2 settembre dello stesso anno, i Romeo guidarono la rivolta su Reggio Calabria, riuscendo a prendere la città e a stabilire anche un governo provvisorio. Fallita però altrove la rivolta, le truppe regie poterono concentrarsi sulla città dello stretto, e l'insurrezione fu soffocata nel sangue.
Domenico Romeo fu ucciso, gli altri catturati e condannati a morte. Scarcerati in seguito, continuarono a lavorare per l'unità d'Italia, fino a divenirne deputati.
Il 7 novembre 1860, al seguito di Vittorio Emanuele II, che entrava trionfante in Napoli insieme a Giuseppe Garibaldi, vi era il vecchio Giannandrea Romeo, mentre la figlia Elisabetta faceva sventolare sul palazzo reale della città partenopea la bandiera tricolore.

### Simboli
Lo stemma e il gonfalone del comune di Santo Stefano in Aspromonte sono stati concessi con decreto del presidente della Repubblica del 17 maggio 1989.
Il gonfalone è costituito da un drappo di azzurro.

## Monumenti e luoghi di interesse

### Asilo d’Infanzia “Filastó”
L’Asilo d'Infanzia "Filastò" si trova in Via Domenico Morabito, all’ingresso del paese sul lato sinistro ed è opera di Marcello Piacentini.
Il prospetto è caratterizzato da un portico centrale, timpanato, e con colonne. 
Dentro una nicchia del timpano é installata una scultura raffigurante una Vittoria alata in bronzo, che viene attribuita allo scultore Mario Rutelli. 
Sui lati del portico sono collocate due lapidi commemorative sulle quali è raffigurato, in bassorilievo, un fanciullo seduto in atteggiamento meditativo.
Su marmo grigio, in basso, sono riportati i nominativi dei caduti durante il primo conflitto mondiale.

### Monumento alla bandiera
Nella piazza principale del paese, intitolata a Domenico Romeo, è stato installato nel 2004 un monumento che rappresenta la bandiera italiana.
Il 29 agosto 1847 su questa stessa piazza Domenico Romeo sventolò per la prima volta nel sud Italia il Tricolore italiano, quale simbolo di unità nazionale, motivo delle lotte risorgimentali.

## Società

### Evoluzione demografica
Abitanti censiti

## Cultura

### Cucina
Funghi, miele, castagne, olio d'oliva, salumi e formaggi, sono alcuni dei prodotti tipici del territorio.

## Economia

### Turismo
Sul territorio comunale, in particolare nei pressi di Gambarie,  insistono diverse strutture ricettive e ristorative.

## Infrastrutture e trasporti
- Strada provinciale 7 Gallico - Gambarie
- Strada provinciale 7var  Gallico - Gambarie. La strada provinciale 7var è una variante alla Strada Provinciale 7 che collegherà Gallico a Gambarie in maniera molto più agevole. È già operativa nel tratto Gallico-Mulini di Calanna.
- Strada provinciale Reggio - Terreti - Gambarie

## Amministrazione
| Mandato           | Mandato           | Nominativo                                                | Partito                     | Carica                  | Note  |
| Inizio            | Fine              | Nominativo                                                | Partito                     | Carica                  | Note  |
| ----------------- | ----------------- | --------------------------------------------------------- | --------------------------- | ----------------------- | ----- |
| 23 aprile 1995    | 30 marzo 1998     | Francesco Malara                                          | lista civica                | sindaco                 |       |
| 30 marzo 1998     | 16 aprile 2000    | Demetrio Martino, Maria Grazia Nicolò, Valerio De Joannon | –                           | commissari straordinari | [ 6 ] |
| 16 aprile 2000    | 4 aprile 2005     | Gaspare Pastore                                           | lista civica                | sindaco                 |       |
| 4 aprile 2005     | 29 marzo 2010     | Michele Zoccali                                           | lista civica                | sindaco                 |       |
| 29 marzo 2010     | 31 maggio 2015    | Michele Zoccali                                           | lista civica                | sindaco                 |       |
| 31 maggio 2015    | 21 settembre 2020 | Francesco Malara                                          | lista civica Risorsa comune | sindaco                 |       |
| 21 settembre 2020 | in carica         | Francesco Malara                                          | lista civica Risorsa comune | sindaco                 |       |